# Gótico em Portugal

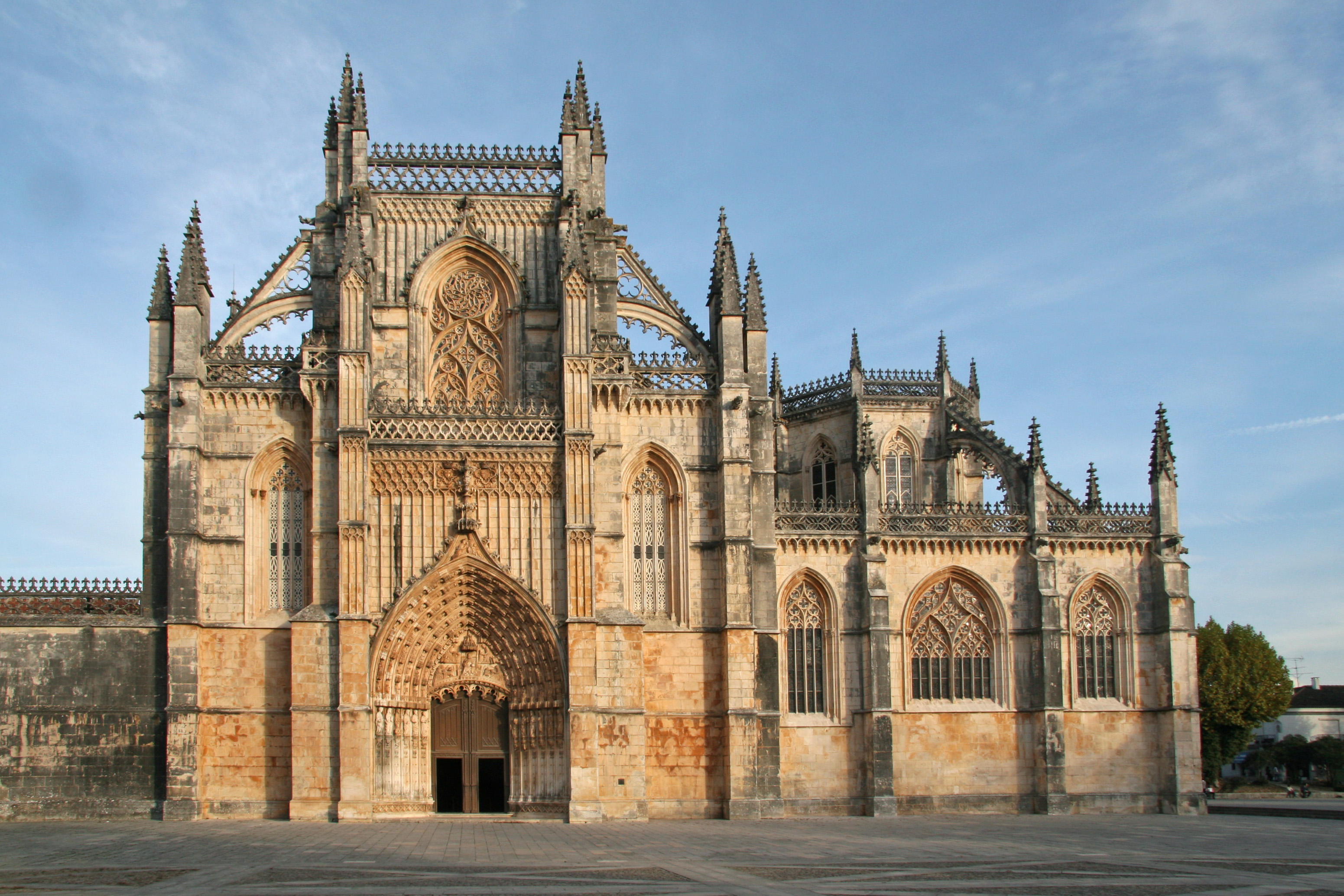
Mosteiro da Batalha mandado edificar por D. João I de Portugal como agradecimento pela vitória na Batalha de Aljubarrota e construído ao longo de dois séculos, desde o início em 1386 até cerca de 1517.

O gótico em Portugal foi um movimento artístico que se centrou no desenvolvimento da arquitectura e artes plásticas, focada sobretudo nas construções religiosas. Apareceu no final do século XII e prolongou-se através do estilo Manuelino (gótico tardio) até ao século XV.

## Arquitectura
O estilo gótico aparece no último quartel do século XII, com as obras do Mosteiro de Alcobaça (começado em 1178 e habitado a partir de 1222). O Mosteiro, fundado pelo primeiro rei de Portugal, D. Afonso Henriques, para a Ordem Cisterciense, é a primeira obra totalmente gótica de Portugal. Entretanto, a dissolução do estilo românico pelo gótico ocorreu lentamente, havendo muitas igrejas portuguesas de estilo de transição românico-gótico datando do século XIII e até do século XIV.
A expansão da arquitectura gótica em Portugal deveu muito às ordens religiosas mendicantes (franciscanos, dominicanos, carmelitas, agostinhos), que construíram vários mosteiros em cidades portuguesas nos séculos XIII e XIV. Importantes exemplos desta fase, frequentemente referido como gótico mendicante, são as igrejas franciscanas e dominicanas de Santarém e Guimarães, o Mosteiro de Santa Clara-a-Velha em Coimbra (hoje em ruínas), Mosteiro de São Francisco do Porto, Igreja do Convento do Carmo em Lisboa (hoje em ruínas e usado como museu arqueológico) e muitas outras. Também as ordens medievais militares contribuíram para a expansão do gótico, por exemplo com Igreja de São João de Alporão de Santarém e o Mosteiro de Leça do Bailio (pertencente aos Cavaleiros Hospitalários), e com a Igreja de Santa Maria dos Olivais de Tomar (fundada pelos Cavaleiros Templários). Algumas catedrais portuguesas também foram construídas em estilo gótico, como a Sé de Évora (séc XIII-XIV), a Sé de Silves (séc XIV-XV) e a Sé da Guarda (finais séc XIV-XVI).
Um marco na arquitectura gótica portuguesa é o Mosteiro da Batalha, construído a mando do rei D. João I para comemorar a vitória na Batalha de Aljubarrota contra os castelhanos. A obra do mosteiro, começada em 1388 e que seguiu até o século XVI, introduziu o gótico internacional flamejante em Portugal, distanciando-se da estética mendicante. Esse mosteiro influenciaria muitas obras de Portugal do século XV, como a Igreja da Graça de Santarém, a capela do Castelo de Leiria, a Sé da Guarda, o Convento de Nossa Senhora da Conceição de Beja, entre outros.
O dissolução do gótico pelo estilo renascentista ocorreu lentamente, sendo o estilo intermediário chamado manuelino devido a que coincidiu com o reinado do rei D. Manuel I (1495-1521). O manuelino mistura formas arquitetónicas do gótico final com a decoração gótica e renascentista, criando um estilo tipicamente português. A partir do Mosteiro de Jesus de Setúbal, considerado a primeira obra manuelina, o estilo se espalha por Portugal e atinge o ápice com a Torre de Belém e o Mosteiro dos Jerónimos, ambos em Belém (Lisboa), a Igreja do Convento de Cristo de Tomar, as Capelas Imperfeitas e Claustro Real do Mosteiro da Batalha, além de muitos outros monumentos.
Além da arquitectura religiosa, muitos castelos foram construídos e/ou reformados em estilo gótico em Portugal, como os Castelos de Leiria, Estremoz, Beja, Bragança e Santa Maria da Feira.

## Escultura

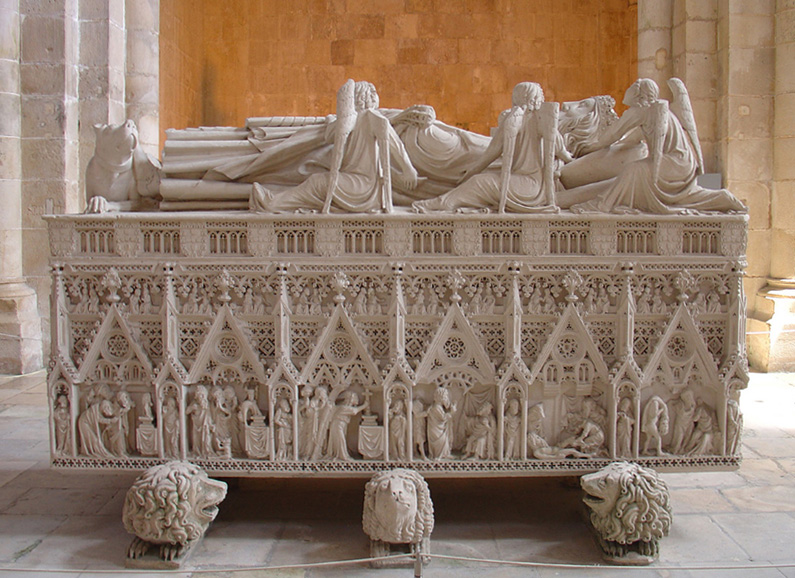
Túmulo de D. Pedro I, Mosteiro de Alcobaça

Na escultura destacam-se os túmulos de D. Pedro I e de Inês de Castro, no Mosteiro de Alcobaça (séc XIV), os túmulos reais do Mosteiro da Batalha (séc XV), os túmulos da Sé de Lisboa, e das Sés de Braga e Évora (sécs XIV-XV) e muitos outros. Na pintura destaca-se Nuno Gonçalves e os Panéis de São Vicente (cerca de 1470), atribuídos a ele e hoje no Museu Nacional de Arte Antiga de Lisboa.

## O gótico e os descobrimentos
Durante o século XV e início do século XVI, os estilos gótico e manuelino foram levados pelos portugueses a seus domínios d'além mar, particularmente as ilhas atlânticas dos Açores e Madeira. Por exemplo, a Sé do Funchal (capital da Ilha da Madeira), construída entre 1493 e 1514, é uma típica igreja gótica-manuelina. No Brasil, por outro lado, não há construções góticas ou manuelinas, devido a que a colonização do território começou a partir de 1530, quando o estilo renascentista já era o estilo usado em Portugal.